# Obrimos
Obrimos (en llatí Obrimus, en grec antic  ̓́Οβριμος), o també Ombrimos (Ombrimus,  ̓́Ομβριμος) fou un retòric grec, nascut probablement en algun lloc de l'Àsia.
L'època en què va viure és desconeguda. Estobeu menciona dos discursos seus, sota els noms  Πρωτογόνου κρινομένου φαρμάκων, o ὑπὲρ Πρωτογόνου, i ὑπὲρ Σεβήρου (Estobeu, Florilegium vol. II, p. 277, vol. III, p. 487, vol. II, p. 286). Foci també en parla.